# Sandrina Zander
Sandrina Zander (* 1. April 1990 in Berlin) ist eine ehemalige deutsche Jugenddarstellerin.
Zander spielte von Ende November 2004 bis Mitte Juli 2007 die Hauptrolle der Marie-Sophie „Sophie“ Müller-Kellinghaus in der Kinder- und Jugendserie Schloss Einstein. Außerhalb der Serie hatte sie keine weiteren Rollen.
Später studierte sie Arbeitsmarktmanagement und arbeitet heute bei der Bundesagentur für Arbeit als Berufsberaterin.

## Filmografie
- 2005–2007: Schloss Einstein